# Dwór w Dakowach Mokrych
Dwór w Dakowach Mokrych – zabytkowy dwór we wsi Dakowy Mokre w województwie wielkopolskim
Neoklacysystyczny dwór został zbudowany dla Bolesława Potockiego z Będlewa około 1880 r. Początkowo był to dwór parterowy z kolumnowym gankiem na osi. W latach 1912–1913 architekt Roger Sławski na zlecenie ówczesnego właściciela dworu, hr. Macieja Mielżyńskiego dokonał znacznej przebudowy dworu. Do głównej bryły budynku dodano wówczas piętrowe skrzydła.
Po obu stronach pałacu znajdują się kolumnowe ganki (portyki): od północy półkolisty, od południa kwadratowy. Od 1932 roku do wybuchu II wojny światowej dwór należał do Anieli z Mielżyńskich. Po zakończeniu stał się on własnością Rolniczej Spółdzielni Produkcyjnej.
Obecnie stanowi własność prywatną i został przekształcony na hotel pod nazwą Dakowski Dwór.
Park o pow. ok. 3 ha posiada częściowo zachowany XIX-wieczny drzewostan (aleja grabowa).
We dworze rozegrał się jeden ze znanych dramatów początków XX w. W nocy z 19 na 20 grudnia 1913 r. hr. Maciej Mielżyński zastrzelił swoją żonę Felicję z Potockich oraz kuzyna Adolfa Miączyńskiego (syna przyrodniej siostry), podejrzewając ich prawdopodobnie o romans. Uniewinniony przez Sąd Przysięgłych w Międzyrzeczu w 1914 r., hr. Maciej Mielżyński walczył w I wojnie światowej oraz w wojnie polsko-bolszewickiej. Był naczelnym dowódcą wojskowym III powstania śląskiego w 1921 roku.
W dworze znajdowały się do 2018 r. hotel i restauracja, a obecnie mieści się tam Rezydencja Seniora "Czerwone Wino".

Herb Nowina M. Mielżyńskiego
Herb Pilawa Felicji Potockiej